# Svinița
Svinița is een gemeente in Mehedinți. Svinița ligt in het Banater gedeelte van Mehedinți, in het zuidwesten van Roemenië. In de gemeente vormen de Serviërs met 90% van de bevolking de meerderheid.
Tot 1920 gold de plaats als de meest zuidelijk gelegen gemeente van Hongarije. Het originele dorp is verdwenen in de Donau, tussen 1968 en 1970 werd de gehele bevolking verhuisd naar een hoger gelegen nieuw dorp, dit in verband met het Roemeense stuwdam project.
Bâcleș · Bala (Mehedinți) · Bălăcița · Balta (Mehedinți) · Bâlvănești · Braniștea · Breznița-Motru · Breznița-Ocol · Broșteni · Burila Mare · Butoiești · Căzănești · Cireșu · Corcova · Corlățel · Cujmir · Dârvari · Devesel · Dubova · Dumbrava (Mehedinți) · Eșelnița · Florești · Gârla Mare · Godeanu · Gogoșu · Greci (Mehedinți) · Grozești · Gruia · Hinova · Husnicioara · Ilovăț · Ilovița · Isverna · Izvoru Bârzii · Jiana · Livezile (Mehedinți) · Malovăț · Obârșia de Câmp · Obârșia-Cloșani · Oprișor · Pădina Mare · Pătulele · Podeni · Ponoarele · Poroina Mare · Pristol · Prunișor · Punghina · Rogova · Salcia (Mehedinți) · Sisești · Șimian · Șovarna · Stângăceaua · Svinița · Tâmna · Vânători (Mehedinți) · Vânjuleț · Vlădaia · Voloiac · Vrata